# つくばバイパス
つくばバイパスは、茨城県つくば市と下妻市を結ぶ国道125号のバイパス。全区間で国道408号が重用する。
田中交差点〜池田南交差点〜寺具西交差点間のバイパス道路と、寺具西交差点〜高道祖東交差点間の現道拡幅区間からなる。
筑波研究学園都市の概成に伴う交通量の増加および周辺地域の著しい変化等に対応するためバイパス整備が進められており、2020年現在、学園東大通りの延長上の田中交差点 - 池田南交差点間および池田 - 寺具間をそれぞれを暫定2車線で供用中。設計諸元は、道路幅員25 m（暫定14 m）、車線数対向4車線、規格3種2級、設計速度60 km/h。

## 沿革
- 1990年度（平成2年度）：つくば市寺具地先 - 田中地先（延長5.32 km）区間事業化
- 1991年（平成3年）12月24日：都市計画決定（約5.32 km）
- 1995年度（平成7年度）：用地取得開始
- 2000年（平成12年）1月17日：つくば市大字神郡 - 下妻市大字高道祖（5.41 km）、つくば市大字田中 - 同市大字池田（1.277 km）のつくばバイパスの道路区域が決定[3]。
- 2010年（平成22年）11月1日：つくば市田中 - 同市池田間（1.36 km）開通（県道筑西つくば線バイパスのうち、接続する0.8 km区間も同時開通）[4][5]。
- 2015年（平成27年）3月24日：つくば市池田 - 同市明石間（約2.4 km）開通（県道つくば真岡線バイパスのうち、接続する1.0 km区間も同時開通）[6][7]。
- 2020年（令和2年）3月7日：つくば市明石 - 同市寺具間（約2.0 km）開通[8][9]
- 2024年（令和6年）4月1日 - 旧道区間（田中交差点〜明石交差点〜寺具西交差点間）のうち、田中交差点〜明石交差点間が国道125号としての指定を解除。旧道区間全線で国道408号としての指定を解除。本バイパス全区間（田中交差点〜池田南交差点〜寺具西交差点）に国道408号が重用指定。[10]

## 路線データ
- 起点：茨城県つくば市田中（田中交差点）
- 終点：茨城県下妻市高道祖（高道祖東交差点）
- 延長：5.3 km
- 道路規格：第3種第2級
- 設計速度：60 km/h
- 道路幅員：25.0 - 30.0 m
- 車線数：暫定2車線
- 車線幅員：3.5 m

## 接続バイパス
下妻拡幅 - つくばバイパス - つくば東バイパス（計画中・仮称）